# Parasgad
Parasgad là một taluk thuộc huyện Belgaum, bang Karnataka, Ấn Độ. Địa giới của Parasgad hầu như trùng với thị trấn Saundatti-Yellamma.